# 大西公平
大西 公平（おおにし こうへい、1952年 - ）は、日本の工学者、工学博士。慶應義塾大学特任教授。研究分野は、パワーエレクトロニクス、ロボティクス、産業電子、電気機器、分散制御、情報結合、リアルタイムシステム、医用メカトロニクス、ハプティクス。

## 人物紹介
東京大学工学部電気工学科卒業（1975年）、同大学大学院修士課程工学研究科電気工学専門課程修了（1977年）、同大学大学院博士課程工学研究科電気工学専門課程（1980年）。工学博士（1980年、東京大学）。1996年より慶應義塾大学理工学部システムデザイン工学科教授。2018年に定年退官し、同年より慶應義塾大学グローバルリサーチインスティテュート特任教授
COE採択メンバーである。慶應義塾大学大学院情報・電気・電子分野21世紀COEプログラム・アクセス網高度化光・電子デバイス技術。
慶應義塾大学で採択されたグローバルCOEプログラムの情報・電気・電子分野「アクセス空間支援基盤技術の高度国際連携」における拠点リーダーでもある。
2012年、モーションコントロールに関する先駆的な教育・研究および博士育成プログラム活動への貢献により、福澤賞を受賞。また、同年、『「外乱オブザーバ応用技術」の開発』で、産学官連携功労者表彰日本学術会議会長賞を受賞。2016年11月、紫綬褒章を受章。2019年藤原賞受賞。